# (9171) Carolyndiane
(9171) Carolyndiane est un astéroïde de la ceinture principale.

## Description
(9171) Carolyndiane est un astéroïde de la ceinture principale. Il fut découvert le 4 avril 1989 à La Silla par Eric Walter Elst. Il présente une orbite caractérisée par un demi-grand axe de 2,59 UA, une excentricité de 0,13 et une inclinaison de 14,8° par rapport à l'écliptique.

## Compléments